# Amiota filipes
Amiota filipes este o specie de muște din genul Amiota, familia Drosophilidae, descrisă de Maca în anul 1980. Conform Catalogue of Life specia Amiota filipes nu are subspecii cunoscute.